# Vandima
Vandima je kraška jama v Rombonskih podih, ki so jo jamarji Društva za raziskovanje jam Ljubljana odkrili 28. julija 1990. Vhod v 2500 metrov dolgo in 1182 metrov globoko jamo leži na nadmorski višini 1822 metrov. Vandima je bila prva jama, daljša od 1000 metrov, ki so jo prvi raziskali slovenski jamarji. Dno jame sta leta 1995 dosegla Franci Gabrovšek in Franc Marušič.